# Поливач Олег Васильович
Олег Поливач (16 січня 1975, Київ, Україна) — український бобслеїст. Брав участь у зимових Олімпійських іграх в 1998 та 2002 роках.
Згодом — президент Федерації бобслею та скелетону України.